# Phonarellus lucens
Phonarellus lucens är en insektsart som först beskrevs av Walker, F. 1869.  Phonarellus lucens ingår i släktet Phonarellus och familjen syrsor.

## Underarter
Arten delas in i följande underarter:
- P. l. lucens
- P. l. orientalis